# Марченко, Николай Дмитриевич
Николай Дмитриевич Марченко (20 сентября 1943, с. Харьково, Черниговской области — 12 мая 2018, Киев) — украинский скульптор, портретист, представитель реалистического направления в украинском изобразительном искусстве XX—XXI веков.

## Биография
1972 год — выпускник Факультета скульптуры Киевского государственного художественного института, (сейчас НАИИА).
Автор памятников и мемориальных досок, установленных в Киеве и других городах Украине. Работает в области круглой скульптуры, рельефа, барельефа, малой пластики. Мастер лаконичной, глубоко психологической художественной характеристики персонажей. Особое место в творчестве скульптора занимает портретный жанр.
1978 становится членом Национального союза художников Украины. Начинает преподавательскую деятельность: с 1979 по сей день - в Киевском инженерно-строительном институте (сейчас - КНУСА) определенное время работает в Киевском университете им. Б. Гринченко.
С 2009г. - доцент Кафедры рисунке и живописи КНУСА.
Работает в области круглой скульптуры, рельеф в барельеф в малой пластики.
Мастер лаконичной, глубоко психологической художественной характеристики персонажей. Особое место в творчестве скульптор а занимает портрет.
Автор памятников и мемориальных досок, установленных в Киеве и других городах Украины:  рельефного портрета «П.П.Вирского» (1983 м. Киев)  барельефа «Выпускникам Киевских специальных школ - участникам Второй мировой войны» (в 1979 г., Киев) и др. В частности, входил в творческую группу, которая работала над воплощением проекта  А. Кущ Монумент Независимости в 2000г.
Работы Николая Марченко находятся в частных собраниях Украины, Франции и других государств Европы; а также в музейных коллекциях: Национального музея литературы Украины; Министерства образования и науки Украины; Киевского дворца детей и юношества; Киевского городского дома учителя;  Национального музея - мемориального комплекса «Букринский плацдарм» и др.
- Галерея